# خانه منطقی‌نژاد
منزل منطقی نژاد مربوط به دوره قاجار است و در شیراز، خیابان احمدی ـ کوچه پشت مسجد نو واقع شده و این اثر در تاریخ ۱۸ اردیبهشت ۱۳۵۲ با شمارهٔ ثبت ۱۴۹۰ به‌عنوان یکی از آثار ملی ایران به ثبت رسیده‌است. این خانه دیدنی که در زمان حال موزه هنرهای اسلامی را در خود جای داده، در محله قدیمی این شهر تاریخی واقع شده‌است. تزیینات داخلی این خانه شامل پنجره‌های چوبی با شیشه‌های رنگارنگ، طاق‌های کنده کاری شده و گچ بری‌های زیبا است. در بخش جنوبی این عمارت تاریخی، شاه نشین با آینه کاری‌های دیدنی وجود دارد و در این بخش از بنا، بادگیرها و نقاشی‌های زیبایی در سقف به مانند طرح‌های گل و بوته، چهره زنان و تصاویری از کاخ‌های اروپایی به چشم می‌آیند. بخش شرقی و غربی ساختمان، دارای اتاق‌های متعدد و همچنین اندرونی زیبا می‌باشد. در خانه منطقی نژاد یکی از چشمگیرترین آینه سراهای ایران زمین دیده می‌شود که هر ساله مخاطبان بسیاری را به دیدن خود دعوت می‌کند. عمارت منطقی نژاد شیراز که نام دیگر آن خانه هنر است، در سال ۱۳۸۳ مرمت و بازسازی شد و در سال ۱۳۸۴ به موزه موسیقی تبدیل شد.